# Истикляль (партия)
Истикляль (араб. حزب الإستقلال‎ / hizb al-istiqlāl: Партия независимости) — политическая партия в Марокко, активно участвующая в политической жизни страны на протяжении нескольких десятилетий. Объединяет сторонников конституционной монархии и крайнего марокканского национализма (идея «Великого Марокко»).
Партия была основана в 1943 году на базе Национальной партии во Французском Марокко. Первым руководителем партии стал Ахмед Балафредж. 11 января 1944 года партия разослала султану и правительствам Франции, Великобритании и США манифест, в котором, со ссылкой на пункт Атлантической хартии о праве народов на самостоятельное развитие, требовалось предоставить Марокко независимость. После того, как султан Мухаммед V созвал совещание министров для обсуждения манифеста, французские колониальные власти арестовали руководство партии и подавили вспыхнувшие вслед за этим волнения. В 1951 году Истикляль, Демократическая партия независимости и партии из Испанского Марокко создали Марокканский национальный фронт.
Партия издавала газету «Аль-Алям» («Знамя») и журнал «Истикляль» (до 1951 года — франкоязычный «Opinion du peuple», «Мнение народа»). Под её контролем находились Всеобщий союз марокканских трудящихся, Всеобщий союз марокканских студентов, молодёжная и женская организации Истикляль.
После получения Марокко независимости партия контролировала правительство (1956—1959 и 1960—1963). В 1959 году в партии произошёл раскол — представители левого крыла во главе с Махди бен-Баркой создали Национальный союз народных сил (впоследствии преобразованный в Социалистический союз народных сил). На первых парламентских выборах в 1963 году партия Истикляль получила 44 места в Палате представителей из 144. Впоследствии партия стала главной оппозицией новому королю Хасану II в его стремлении усилить личную власть. В 1970 году Истикляль и НСНС создали Национальный фронт (вскоре распался). В том же году большинство политических партий, включая Истикляль, бойкотировали парламентские выборы, проведённые в соответствии с новой конституцией.
В 1977—1984 годах Истикляль вновь приняла участие в правительстве.
С сентября 2007 по ноябрь 2011 года лидер партии Аббас эль-Фасси являлся премьер-министром Марокко.